# Charles Coquelin
Charles Coquelin, född 25 november 1803, död 12 oktober 1852, var en fransk nationalekonom.
Coquelin var 1839–1844 affärsman, medverkade därefter i Revue des Deux Mondes och Journal des Économistes, samt ledde vid sin död redigerandet av Dictionnaire de l'économie politique (2 band, 1852–1853). I sitt huvudarbete Du crédit et des banques (1848) betonade Coquelin nödvändigheten av handelns och näringslivets frihet från statsingripande.